# Closterocerus utahensis
Closterocerus utahensis är en stekelart som beskrevs av Crawford 1912. Closterocerus utahensis ingår i släktet Closterocerus och familjen finglanssteklar. Inga underarter finns listade i Catalogue of Life.